# 11P/Tempel-Swift-LINEAR
Pour les articles homonymes, voir Tempel.
11P/Tempel–Swift–LINEAR est une comète périodique du système solaire.
Ernst Wilhelm Tempel (observatoire de Marseille) découvrit la comète pour la première fois le 27 novembre 1869. Elle fut ensuite observée par Lewis Swift (observatoire Warner) le 11 octobre 1880, qui réalisa qu'il s'agissait de la même comète.
Après 1908, la comète devint une comète perdue introuvable, mais le 7 décembre 2001, un objet trouvé par le programme LINEAR et confirmé par des images précédentes du 10 septembre et du 17 octobre, s'avéra être la même comète. La comète n'a pas été réobservée en 2008, l'apparition n'étant pas favorable. La comète a cependant été réobservée en 2014 et en 2020.

## Tableau récapitulatif des périhélies et observations
Mis à jour le 2 août 2023.
| Périhélie | Observation |
| --- | ----------- |
| 19 novembre 1869 | 11P/1869 W1 |
| 15 mai 1875 |             |
| 8 novembre 1880 | 11P/1880 T1 |
| 11 mai 1886 |             |
| 17 novembre 1891 | 11P         |
| 6 juin 1897 |             |
| 28 janvier 1903 |             |
| 5 octobre 1908 | 11P         |
| 22 juillet 1914 |             |
| 24 mai 1920 |             |
| 28 avril 1926 |             |
| 12 avril 1932 |             |
| 19 mai 1938 |             |
| 30 juillet 1944 |             |
| 13 novembre 1950 |             |
| 25 mars 1957 |             |
| 8 août 1963 |             |
| 2 janvier 1970 |             |
| 29 mai 1976 |             |
| 25 octobre 1982 |             |
| 23 mars 1989 |             |
| 12 août 1995 |             |
| 30 décembre 2001 | 11P/2001 X3 |
| 4 mai 2008 |             |
| 26 août 2014 | 11P         |
| 26 novembre 2020 | 11P         |
| 10 novembre 2026 |             |
| Légende :- découverte - observée, post-découverte - observée, pré-découverte - non observée, post-découverte - non observée, pré-découverte - retour futur |             |